# Paracassidina fuscina
Paracassidina fuscina är en kräftdjursart som beskrevs av Bruce1994. Paracassidina fuscina ingår i släktet Paracassidina och familjen klotkräftor. Inga underarter finns listade i Catalogue of Life.